# Troy Ruttman
Troy Ruttman, född den 11 mars 1930 i Mooreland, Oklahoma, USA, död den 19 maj 1997 i Lake Havasu City, Arizona, USA, av lungcancer, var en amerikansk racerförare.

## Racingkarriär
Ruttman var en talangfull Indycar och Sprint car-förare, som vann Indianapolis 500 1952, vilket även räknas som en Grand Prix-seger, då den ingick i världsmästerskapet samma säsong. Under 1952 slutade Ruttman tvåa i det nationella mästerskapet bakom Chuck Stevenson, vilket kom att bli hans bästa resultat, då han samma år skadades illa i en Sprint Car-olycka, och när han kom tillbaka körde han därefter ett reducerat schema, vilket omöjliggjorde alla chanser att bli nationell mästare. Förutom sin seger i Indy 500, vann han samma säsong mästerskapstävlingen i Raleigh, vilket blev hans enda två vinster i det nationella mästerskapet. Han tävlade även i NASCAR, där han på sju tävlingar blev bland de tio bästa fem gånger, och tog en tredjeplats på Riverside International Raceway som allra bäst. Ruttman avslutade sin professionella karriär i Indycar och NASCAR-sammanhang 1964.